# Liste de ponts de Guinée-Bissau
Cette liste de ponts de Guinée-Bissau présente les ponts remarquables de Guinée-Bissau, tant par leurs caractéristiques dimensionnelles, que par leur intérêt architectural ou historique.

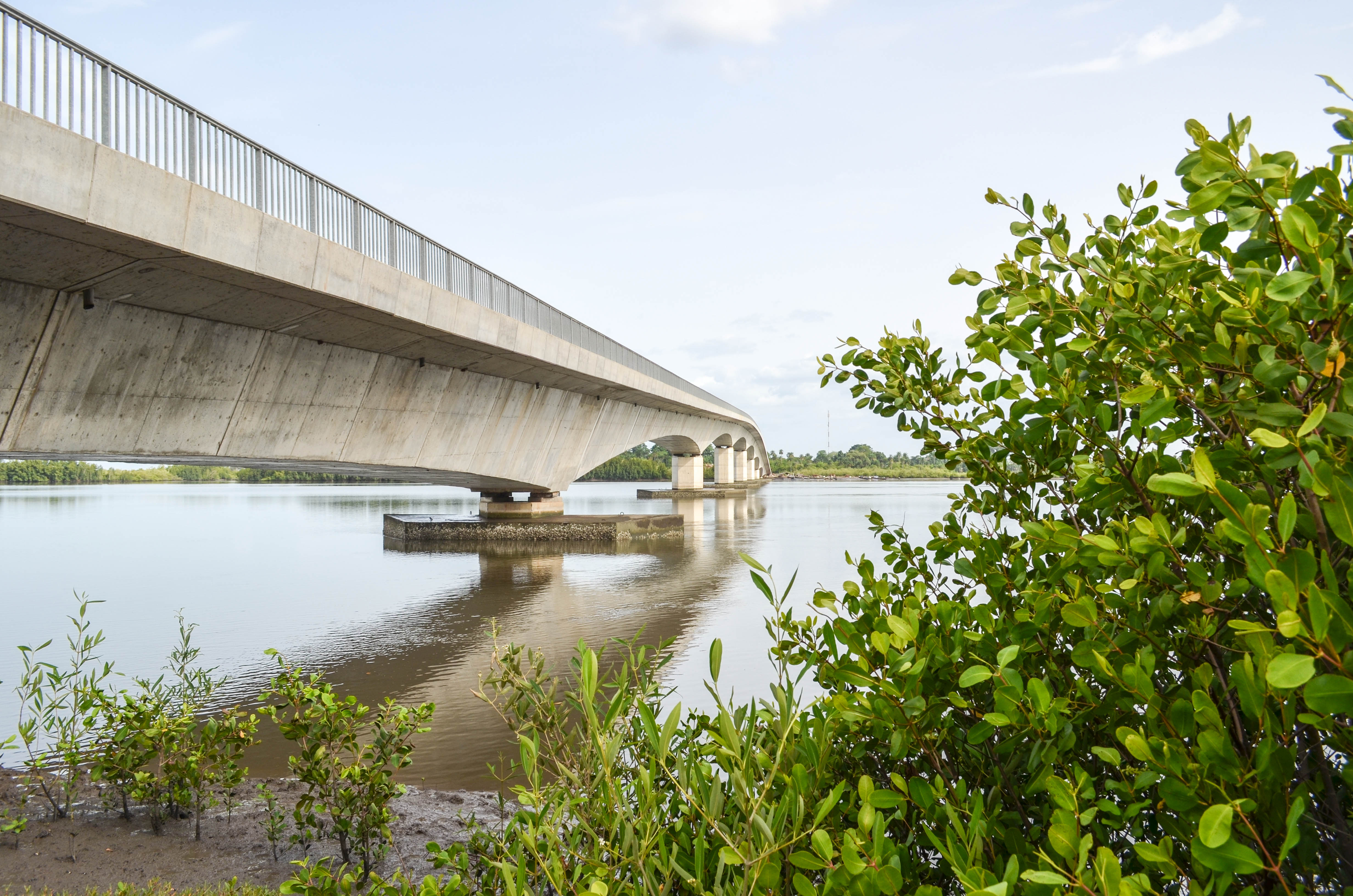
Le pont de São Vicente.

Elle est présentée sous forme de tableaux récapitulant les caractéristiques des différents ouvrages, et peut être triée selon les diverses entrées pour voir un type de pont particulier ou les ouvrages les plus récents par exemple. La seconde colonne donne la classification de l'ouvrage parmi ceux présentés, les colonnes Portée et Long. (longueur) sont exprimées en mètres. Date indique la date de mise en service du pont.

## Grands ponts
Ce tableau présente les grands ponts de Guinée-Bissau (liste non exhaustive).
|                      |   | Nom                 | Portée   | Long. | Type                                             | Voie portée Voie franchie | Date | Localisation                                  | État          | Ref.  |
| -------------------- | - | ------------------- | -------- | ----- | ------------------------------------------------ | ------------------------- | ---- | --------------------------------------------- | ------------- | ----- |
| Ponte de São Vicente | 1 | Pont de São Vicente | 86 (x6)  | 730   | Poutre-caisson Béton précontraint 52+86x6+52     | Rio Cacheu                | 2009 | São Vicente 12° 14′ 32,3″ N, 15° 45′ 34,1″ O  | Cacheu Oio    | [ 1 ] |
| Ponte Joâo Landim    | 2 | Pont Joâo Landim    | 50 (x13) | 720   | Poutre-caisson Béton précontraint 37+49,65x13+37 | Rio Mansoa                | 2003 | Bula - Safim 12° 00′ 56,9″ N, 15° 41′ 21,8″ O | Cacheu Bafatá | [ 2 ] |